# Marloes Coenen
Marloes Coenen (ur. 31 marca 1981) − holenderska grapplerka i zawodniczka mieszanych sztuk walki (MMA). Była mistrzyni organizacji Strikeforce w wadze półśredniej (61 kg).

## Kariera MMA
Zawodowy debiut zanotowała w 2000 roku w Japonii. Przez następne 4 lata była niepokonana, wygrywając 8 walk z rzędu (w tym 6 przed czasem). W grudniu 2004 roku doznała pierwszej porażki, gdy została znokautowana przez Amerykankę Erin Toughill w półfinale turnieju Smackgirl World ReMix w Shizuoce.
W 2007 roku dotarła do finału turnieju K-GRACE w Tokio, przegrała w nim jednak przez niejednogłośną decyzję z inną Amerykanką, Roxanne Modafferi.
W 2009 roku podpisała kontrakt z amerykańską organizacją Strikeforce. W debiucie, na gali Strikeforce: Fedor vs. Rogers, zrewanżowała się Modafferi, pokonując ją przez poddanie na skutek dźwigni. Dzięki temu zwycięstwu dostała szansę zmierzenia się o pas Strikeforce w wadze średniej (66 kg) z mistrzynią, Cristiane Santos. 31 stycznia 2010 roku na gali Strikeforce: Miami Brazylijka pokonała ją przez techniczny nokaut w trzeciej rundzie.
Po porażce z Santos Holenderka postanowiła przejść do wagi półśredniej (61 kg), aby walczyć z mistrzynią w tej kategorii wagowej, Sarą Kaufman. 9 października 2010 roku (Strikeforce: San Jose) Coenen odebrała tytuł niepokonanej dotychczas Kanadyjce, zmuszając ją do poddania się w trzeciej rundzie na skutek dźwigni na staw łokciowy.
30 lipca 2011 roku, w drugiej obronie tytułu przegrała w czwartej rundzie przez duszenie trójkątne rękami z Amerykanką Mieshą Tate. Tym samym straciła mistrzostwo, zarazem doznając pierwszej porażki przez poddanie w swojej karierze MMA. Kilka dni później Strikeforce rozwiązało z nią kontrakt z powodu sporu z jej klubem (Golden Glory) na tle finansowym.
Od 2011 walczyła kolejno w Invicta FC, DREAM oraz Bellator MMA wygrywając w sumie cztery z pięciu pojedynków.

## Osiągnięcia
Mieszane sztuki walki
- 2010-2011 Mistrzyni Strikeforce w wadze półśredniej (61 kg)
- 2007 K-Grace 1 − 2. miejsce
- 2000 ReMix World Cup − 1. miejsce

Grappling
- 2007 Mistrzostwa Świata ADCC − 3. miejsce w kat. 67 kg
- Mistrzyni Holandii w brazylijskim jiu-jitsu